# Стойкович, Данило
Дани́ло Сто́йкович (серб. Данило Стојковић, также известен как Ба́та Сто́йкович (серб. Бата Стојковић); 11 августа 1934, Белград, королевство Югославия — 16 марта 2002, Белград, СР Югославия) — югославский сербский актёр театра и кино.

## Биография
Родился и вырос в Белграде. Начал актёрскую карьеру в середине 1960-х, в кино дебютировал в 1964 году. Первое время играл второстепенные роли. Стойкович активно сотрудничал с режиссёром Слободаном Шияном, и тот дал ему роль в своём дебютном полнометражном фильме «Кто там поёт» (1980), который имел большой успех. После работы в этом фильме у Стойковича появились новые возможности. Он сыграл в картине известного югославского режиссёра Горана Паскалевича «Специальное лечение», продолжал работать с Шияном (фильм «Марафонцы бегут круг почета» (1982), также ставший очень популярным в Югославии). Крупнейший успех Стойковичу принесла главная роль в ленте «Балканский шпион» (1984), поставленный Божидаром Николичем и драматургом Душаном Ковачевичем.
После успехов в начале 1980-х Стойкович мало появлялся в кино, сконцентрировавшись на работе в театре и на телевидении. Тем не менее, он появился в небольших ролях в таких известных фильмах, как «Балканский экспресс 2» (1988), «Андеграунд» (1995) Эмира Кустурицы и «Бочка пороха» (1998) Горана Паскалевича. Он до последних дней жизни играл на сцене.